# Reynolds-szám
A Reynolds-szám egyike az áramlástan és a hőátadás számításaiban használt hasonlósági dimenziómentes számoknak. Ha egy áramlástani elven működő gép (repülőgép, hajó, szivattyú, vízturbina, csővezeték) kimért, ismert jellemzőiből egy tőle eltérő méretű, hasonló gép jellemzőire akar valaki következtetni, akkor a hasonlósági törvényeket kell követni. Ilyen eset fordulhat elő például repülőgép tervezésénél, ahol a tervezés előrehaladtával elkészítik a gép léptékhelyes modelljét, majd annak légellenállását, a szárny felhajtóerejét és egyéb aerodinamikai jellemzőit szélcsatornában kimérik és a kapott adatokat átszámítják a végleges méretű repülőgépre. De hasonló a feladat akkor is, ha egy repülőgép-modellező elkészíti egy nagy repülőgép kicsinyített mását és annak ismert adataiból kívánja meghatározni a modell tulajdonságait. 

## Számítása
Ahhoz, hogy a fenti számítások elvégezhetők legyenek, több feltételt kell teljesíteni. 
- Mindenekelőtt biztosítani kell a geometriai hasonlóságot, beleértve a felületi érdesség arányait is. (Megjegyzendő, hogy ez utóbbit legtöbb esetben nem lehet biztosítani.)
- Másrészt biztosítani kell, hogy a tehetetlenségi erők és a közeg belső súrlódási erői között az arány a két rendszerben azonos legyen. Erre szolgál a Reynolds-szám, melyet Osborne Reynolds (1842–1912) brit fizikusról neveztek el.

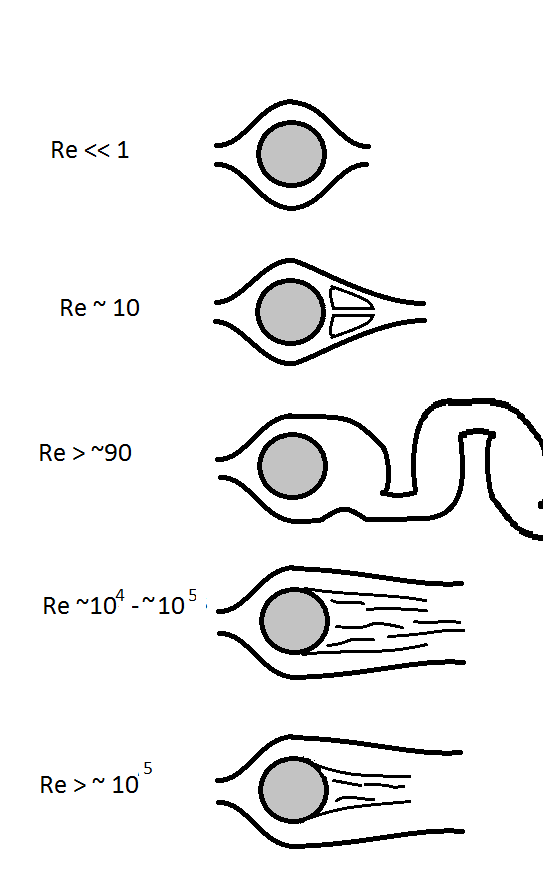
Egy henger alakú test körül áramló közeg viselkedése különböző Reynolds-számok esetén. A felület érdessége befolyásolja az értéket

A Reynolds-szám dimenziómentes mennyiség, mely a tehetetlenségi erők és a viszkózus erők, vagyis a közeg belső súrlódása közötti viszonyszám, és az alábbi képlettel számítható:
{\displaystyle Re={\frac {vl}{\nu }}={\frac {\rho vl}{\eta }}}
ahol
{\displaystyle \rho \,} a közeg sűrűsége [kg/m³],
{\displaystyle v\,} az áramlási sebesség [m/s],
{\displaystyle l\,} egy jellemző hosszméret [m],
{\displaystyle \nu \,} a kinematikai viszkozitás [m²/s],
{\displaystyle \eta \,} a dinamikai viszkozitás [Pa·s vagy N·s/m² vagy kg/(m·s)].
Összenyomhatatlan közegben két áramlás akkor hasonló, ha a geometriai viszonyok hasonlóak és a két áramlás Reynolds-száma azonos. Ez azt jelenti, hogy például, ha egy repülőgép modelljéből akarunk a nagy repülőgép jellemzőire következtetni, akkor a modell méretei és a gép méretei fordítottan arányosak lesznek a sebességekkel: 
{\displaystyle {\frac {v_{m}}{v}}={\frac {l}{l_{m}}}}
ahol 
{\displaystyle v\,} a nagy gép sebessége,
{\displaystyle v_{m}\,} a modell sebessége,
{\displaystyle l\,} a nagy gép jellemző mérete,
{\displaystyle l_{m}\,} a modell jellemző mérete.
Az {\displaystyle l\,} méretet szokások szerint szokták választani, az a lényeges, hogy mindkét áramlásnál ugyanazt a méretet használják a számításoknál, például repülőgépszárnynál a szelvény hosszát, cső esetén a belső átmérőt.
A tapasztalatok szerint csövekben (átmérővel számolva) lamináris áramlás (réteges áramlás) Re<2320 tartományban alakul ki, Re>2320 esetén az áramlás turbulens, ez utóbbi esetben az áramlási ellenállás ugrásszerűen megnő. Azt a Reynolds-számot, melynél a turbulens áramlás kialakul, kritikus Reynolds-számnak nevezik.
A Reynolds-számnak köszönhetően mérettől, sebességtől és áramló közegtől függetlenül, általános érvényű megállapításokat lehet tenni. Például kétszer akkora méret esetén fele akkora sebesség okozza ugyanazt a hatást, és fordítva; fele akkora méret esetén kétszer akkora sebesség okozza ugyanazt a hatást. Ezért ha a valódi méretnél n-szer kisebb modellt készít valaki (pl. egy hídról, természetesen az eredetivel megegyező anyagból), úgy az áramlástechnikai vizsgálatokat n-szer nagyobb áramlási sebességgel kell elvégezni. Például ha egy az eredetihez képest 10-szer kisebb hídmodell 300 km/h-s áramlási sebességnél dől össze, úgy a valódi feltételezhetően 30 km/h sebességű áramlás esetén dőlne össze.